# La Jornada
La Jornada è uno dei principali quotidiani di Città del Messico. È stato fondato nel 1984 da Carlos Payán Velver. 
La Jornada è presente in otto stati della Repubblica Messicana con edizioni locali per gli stati di Aguascalientes, Guerrero, Jalisco, Michoacán, Morelos, San Luis Potosí, Puebla e Veracruz (La Jornada de Oriente). Ha circa 287.000 lettori a Città del Messico e gestisce anche un sito web.
La versione online è stata lanciata nel 1995, senza restrizioni di accesso e con una ricerca basata su Google che include gli archivi storici del quotidiano. Il sito web è ospitato dall'Università nazionale autonoma del Messico (UNAM).